# Strada statale 679 Arezzo-Battifolle
La strada statale 679 Arezzo-Battifolle (SS 679), già nuova strada ANAS 5 Arezzo-Battifolle (NSA 5), è una strada statale italiana, una delle più brevi tra quelle tuttora gestite dall'ANAS (meno di 8 chilometri di sviluppo).

Nota anche come Raccordo autostradale Arezzo-Battifolle, collega la città di Arezzo al casello della Autostrada A1, situato presso la località Battifolle, da cui deriva il nome.
Si presenta come una strada a scorrimento veloce, a carreggiata unica, con poche intersezioni con la viabilità locale (la maggior parte delle strade incrociate è oltrepassata con cavalcavia o sottopassaggi); ha origine dall'innesto con la ex strada statale 71 Umbro Casentinese Romagnola ad ovest di Arezzo e termina in una rotatoria ove confluisce la SP 21 e il casello autostradale di Arezzo dell'A1 Milano-Napoli.
La classificazione attuale è avvenuta nel 2005, e l'itinerario che definisce l'arteria è il seguente: "Arezzo - Svincolo con A1 presso Battifolle".

## Tabella percorso
| Arezzo-Battifolle |                                                |     |           |
| Tipo              | Indicazione                                    | km  | Provincia |
|                   | Arezzo ex Umbro Casentinese Romagnola          | 0,0 | AR        |
|                   | Zona industriale e commerciale                 | 0,5 | AR        |
|                   | Zona industriale e commerciale                 | 1,0 | AR        |
|                   | Zona industriale e commerciale Pratacci        | 1,6 | AR        |
|                   | Ponte a Chiani - Zona industriale La Carbonaia | 2,9 | AR        |
|                   | Ponte a Chiani - Indicatore                    | 4,0 | AR        |
|                   | San Zeno - San Giuliano                        | 5,3 | AR        |
|                   | A1 Milano-Napoli                               | 7,9 | AR        |